# Gamacaroteno

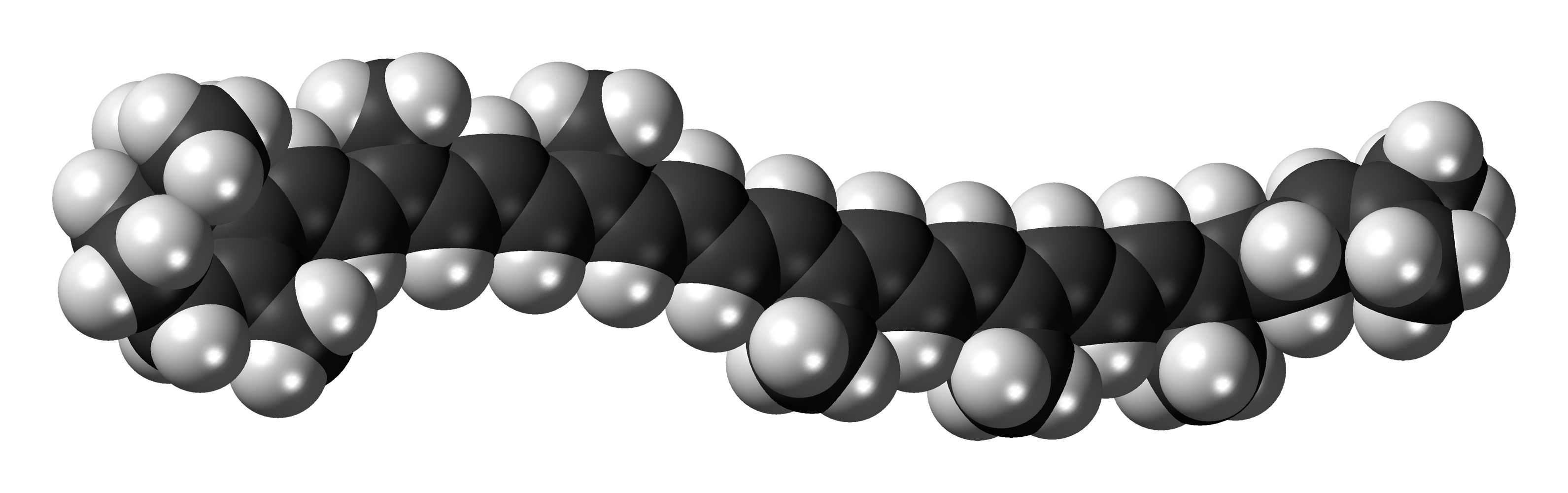
Gamacaroteno

Gamacaroteno é um carotenoide e um vitâmero da vitamina A em animais herbívoros e omnívoros, formado a partir da ciclização de licopeno.